# Flatsmossen
Flatsmossen är ett naturreservat i Årjängs kommun i Värmlands län.
Området är naturskyddat sedan 1997 och är 230 hektar stort. Reservatet omfattar våtmarker öster om sjön Stora Flat, omkring Lilla Flat och väster om Flatsälven. Reservatet består av mossar och sumpskog. 